# Назаргалеев, Мухтар Бахтиганеевич
Мухтар Бахтиганеевич Назаргалеев (баш. Мөхтәр Бәхтиғәни улы Назарғәлиев, 10 апреля 1930, дер. Нижнее Арметово, Макаровский (сейчас Ишимбайский) район, Башкирская АССР, РСФСР, СССР — 27 мая 1990) — советский нефтеразведчик, первооткрыватель Лянторского нефтяного месторождения и знаковая личность в истории города Лянтора.

## Биография
Родился в семье зажиточного крестьянина. Фатима Ахмадеевна, его мать, и Бахтиганей Мурзагалеевич, отец, были трудолюбивые и предприимчивые.
Домашнее хозяйство Назаргалеевых считалось зажиточным, и потому в период коллективизации, чтобы избежать раскулачивания, им пришлось уехать из родных мест. Лишь в 1940 году семья вернулась и обосновалась в городе Ишимбае. К тому времени в семье подрастали семеро детей.
Когда Мухтару исполнилось 6 лет, он пошел в школу, окончил её в 1945 году и поступил в  Ишимбайский нефтяной техникум, который окончил по специальности «Бурение нефтяных и газовых скважин» в 1949 году. Начинал трудовую деятельность в конторе бурения треста «Ишимбайнефть» буровым рабочим.
Начиная с 1957 года начался отсчет вех биографии Назаргалеева-руководителя: старший инженер по бурению производственно-технического отдела; начальник ПТО; начальник участка добычи нефти и газа; начальник ЦНИПРа; старший инженер,заместитель заведующего нефтепромыслом; заместитель начальника базы производственного обслуживания; начальник ЦИТС; начальник НГДУ.
В 1956 году поступил в Московский Ордена Трудового Красного Знамени институт нефтехимической и газовой промышленности имени И. М. Губкина по специальности «Разработка нефтяных и газовых месторождений».
В 1962 году окончил Московский нефтяной институт (Ишимбайское отделение Салаватского филиала).
В декабре 1963 года в соответствии с постановлением Совета Министров СССР был переведен в распоряжение Управления «Тюменьнефтегаз». Работал начальником ПТО (производственно-технического отдела) Игримской конторы бурения до весны 1966 года. В 1965 году был избран депутатом от Игримского поселкового Совета депутатов трудящихся Берёзовского района.
С апреля 1966 года — начальник участка по добыче нефти и газа нефтепромысла в НПУ «Ишимбайнефть», а с октября этого же года — начальник ЦНИПРа НПУ «Ишимбайнефть».
Член КПСС с 1958 года. В 1970—1972 годах получил высшее партийное образование в Университете марксизма-ленинизма Ишимбайского горкома КПСС.
В феврале 1973 года, Мухтар Бахтиганеевич был переведен в распоряжение НГДУ «Сургутнефть» заместителем начальника ЦИТС (Центральной инженерно-технологической службы), а в 1975 году стал начальником этой службы. В течение семи лет работы в Западной Сибири, М. Б. Назаргалеев, будет накапливать бесценный опыт разработки и эксплуатации северных нефтяных месторождений, целенаправленно двигаясь к главному делу своей жизни — лянторской нефти.
Ильдус Усманов, ветеран ОАО «Сургутнефтегаз», бывший начальник НГДУ «Нижнесортымскнефть» вспоминает об этом периоде:

В начале 80-х, когда встал вопрос о целесообразности дальнейшей разработки Лянторского месторождения, мы сумели под руководством Назаргалеева преодолеть немало преград. И отчаянным трудом, испробовав все возможные способы добычи нефти, доказали и Министерству нефтяной и газовой промышленности Советского Союза, и, прежде всего, самим себе, что лянторскую нефть можно брать.
Первого января 1980 года М. Б. Назаргалеев возглавил вновь созданное НГДУ «Лянторнефть». Он будет руководить предприятием до самой своей безвременной кончины в мае 1990 года.

### Градостроитель
На новом месте работы Назаргалеев совмещал производственную деятельность с общественной, много внимания уделяет строительству и развитию рабочего посёлка при предприятии.
Ишимбайский журналист Рамиль Кагиров так описывает это время:
Рядом с селом Пим рос небольшой поначалу вахтовый поселок Лянторский, «генеральным конструктором» которого называли Назаргалеева. В основу планирования поселка легло его видение будущего города в зарисовках, эскизах. В 1982 году Лянторский по итогам смотра-конкурса на ВДНХ СССР был признан лучшим среди вахтовых поселков «Главтюменнефтегаза». Это были и праздник, и победа: приезжали делегации, смотрели, хвалили, брали за образец. Местное население, видя упорство, с каким «вгрызались» в этот край нефтяники, понимало, что строители новой жизни пришли сюда надолго и всерьез. А строители и сами порой не верили, что смогут сделать то, о чем мечталось.
Всего за 12 лет, во многом благодаря стараниям Назаргалеева, который лично проектировал дома и улицы, добывал материалы, выискивал финансы, на развитие и благоустройство, хантыйское село Пим и вахтовый посёлок развились в современный город Лянтор.
Сам Назаргалеев так вспоминал о первых годах в Лянторе:

Когда я приехал на Пим, историю поселка пришлось писать с чистого листа. Сначала возводили самое необходимое: магазин, фельдшерский пункт, столовую, пекарню. В марте 1978 года был окончательно утвержден план застройки поселка Лянторский. Не все из предложенного проектировщиками отвечало потребностям нефтяников, поэтому приходилось перепроектировать не только дома, но и целые улицы, заново делать привязку их к местности. А затем изыскивать материалы и денежные средства для каждого строящегося объекта. 
В 1985, 1987 и 1989 годах трижды избирался депутатом Сургутского районного Совета народных депутатов.
27 мая 1990 года погиб в автокатастрофе.

## Награды
- Орден «Знак Почёта» (1986)
- Медаль «За доблестный труд. В ознаменование 100-летия со дня рождения Владимира Ильича Ленина»
- Медаль «За освоение недр и развитие нефтегазового комплекса Западной Сибири» (1985)
- Почётный звание «Отличник нефтяной промышленности»

## Увековечивание памяти
- В его честь названы Назаргалеевское нефтегазовое месторождение, открытое в 1996 году, и главная улица города Лянтор.
- Занесён (посмертно) в Книгу Почёта Сургутского района (1999), Книгу Почёта и Памяти города Лянтора (2002).
- Ежегодно в Сургутском районе проводится Мемориал памяти М. Б. Назаргалеева.
- В октябре 2007 года открыта мемориальная доска памяти М.Б. Назаргалеева.